# Realgar

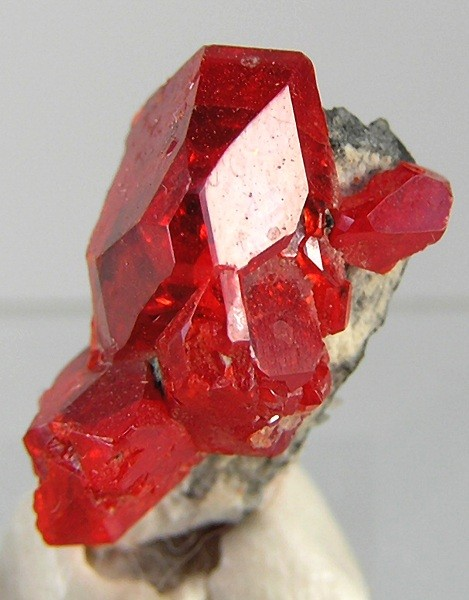
Cristais de realgar, Mina Royal Reward, Condado de King (Washington), Estados Unidos
- Fórmula Química As4S4 Cor: Vermelho
Brilho: Resinoso
Transparência: Translúcido
Tenacidade: Séctil

Realgar ou rosalgar é um mineral, seu nome é de origem árabe e significa “pó da mina”. 

## Composição
O realgar é um composto de sulfureto de arsenio. A composição química é As4S4. É associado a outros minerais de arsénico-antimónio.

## Características
É um mineral de coloração vermelha, brilho resinoso, sua transparência varia de translúcido para transparente, dureza de 2 na escala Mohr logo é um mineral macio, densidade igual à 3,56 g/cm3, sistema monocíclico, quanto à tenacidade é um mineral séctil. O hábito deste mineral pode ser maciço, prismático, drusa ou séctil. 

## Utilizações
- Arte — foi utilizado como pigmento de cor laranja avermelhado na pintura até ao século XIX. Posteriormente começou a ser substituído por outros pigmentos, devido à sua grande toxicidade.

- Pirotecnia — utilizado para permitir a obtenção de chamas brancas e brilhantes, para a fabricação de fogos de artifício.

## Formação e Localização
Encontrado próximo a regiões vulcânicas, pode ser formado a partir da cristalização dos vapores vulcânicos e também em veias hidrotermais. Geralmente encontrado na província de Hunan, China, Suíça, Japão, Macedônia, Utah, Romênia, EUA entre outros.

## Curiosidades
Deve ser manuseado cuidadosamente, pois é um mineral carcinogênico. Pode causar irritabilidade na pele e nos olhos.
É um mineral instável à luz, quando exposto à claridade se transforma em pararealgar. Assim, recomenda-se o acondicionamento do realgar em locais escuros. 